# Eerste Mongoolse invasie van Polen

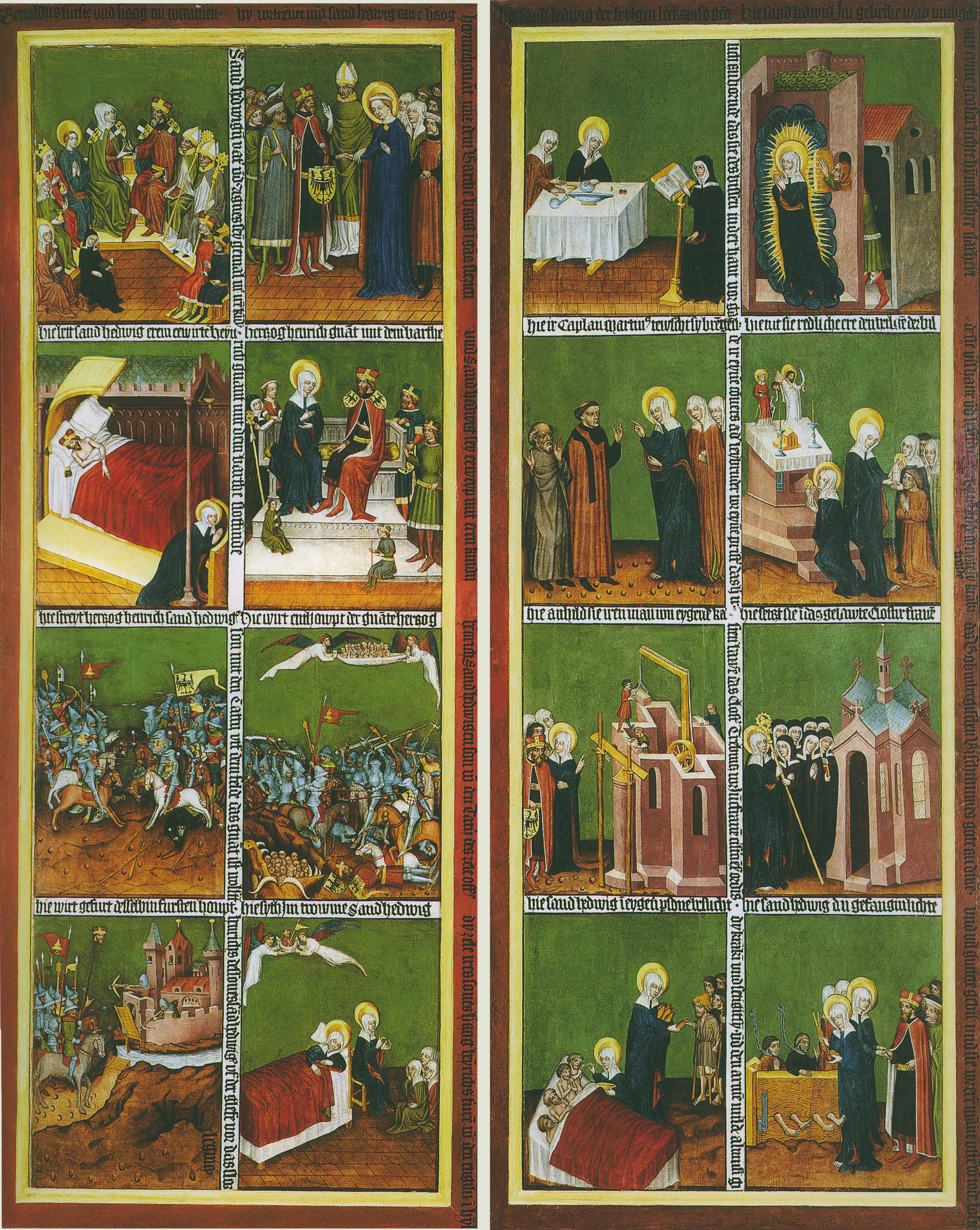
Slag bij Liegnitz, circa 1430

De eerste Mongoolse invasie van Polen vond tussen 1240-1241 plaats en werd geleid door generaal Subedei. De invasie verpletterde een anti-Mongoolse coalitie van het gefragmenteerde Poolse koninkrijk en religieuze militaire ordes onder leiding van Hendrik II van Polen in de Slag bij Liegnitz in 1241. De invasie zorgde voor verdere onrust en instabiliteit binnen het Poolse koninkrijk.

## Achtergrond
De Mongoolse horde onder leiding van prins Batu Khan nam in 1240 Kiev in en rukte verder op richting Polen en Hongarije. Deze stad was de politieke en culturele hoofdstad van het Kievse Rijk. De prins bouwde zijn hoofdstad in Saraj en het gebied van het voormalige Kievse Rijk werd zijn domein, beter bekekend als de Gouden Horde. Over een periode van drie jaar (1237-1240) werden alle grote steden in Oost-Europa (met uitzondering van Veliki Novgorod en Pskov) door de Mongolen met de grond gelijk gemaakt.
Om zijn flanken te beschermen tijdens de invasie in het koninkrijk Hongarije moest de Mongoolse generaal Subedei het Poolse koninkrijk binnenvallen. De Mongoolse horde bestond uit drie legers, waarvan één de opdracht kreeg om Polen te weerhouden om Béla IV van Hongarije bij te staan. Dit leger stond onder leiding van Baidar, Kaidan en Orda Khan.

## Invasie
Ze vernietigden steden, brandden bossen af, verwoestten kastelen, vernielden tuinen en vermoordden de burgers en landlieden; bij toeval werden zij die om hun levens smeekten gespaard en gedwongen om als de slaven in de voorhoedes van de Mongoolse horde tegen hun eigen volk te vechten.
— Matthew Paris over de Mongoolse plundertochten in Polen en Hongarije in 1240

De Mongoolse invasie begon in de winter van 1240 en werd vanuit het recentelijk veroverde Volodymyr-Volynskyi ondernomen. Lublin werd geplunderd en Sandomierz belegerd. De stad zou op 13 februari 1241 vallen en diezelfde dag verloren de Polen de Slag bij Tursko, waarbij Woiwode Włodzimierz van Krakau sneuvelde. Op 18 maart werden de Polen opnieuw verslagen in de slag bij Chmielnik.
Rond deze tijd werd de horde in twee aanvalsgroepen gesplitst. Orda nam het grootste gedeelte met zich mee en verwoestte Midden-Polen in zijn opmars richting Wolbórz. Hij bereikte Łęczyca in het noorden, waarna hij zijn legermacht weer zuidelijk via Sieradz richting Wrocław liet oprukken. Baidar en Kaidan hadden de leiding over 20.000 manschappen, staken de Karpaten over en verwoestten het zuiden van Polen door Chmielnik, Krakau, Bytom, Opole en Legnica te plunderen.

### De Slag bij Liegnitz

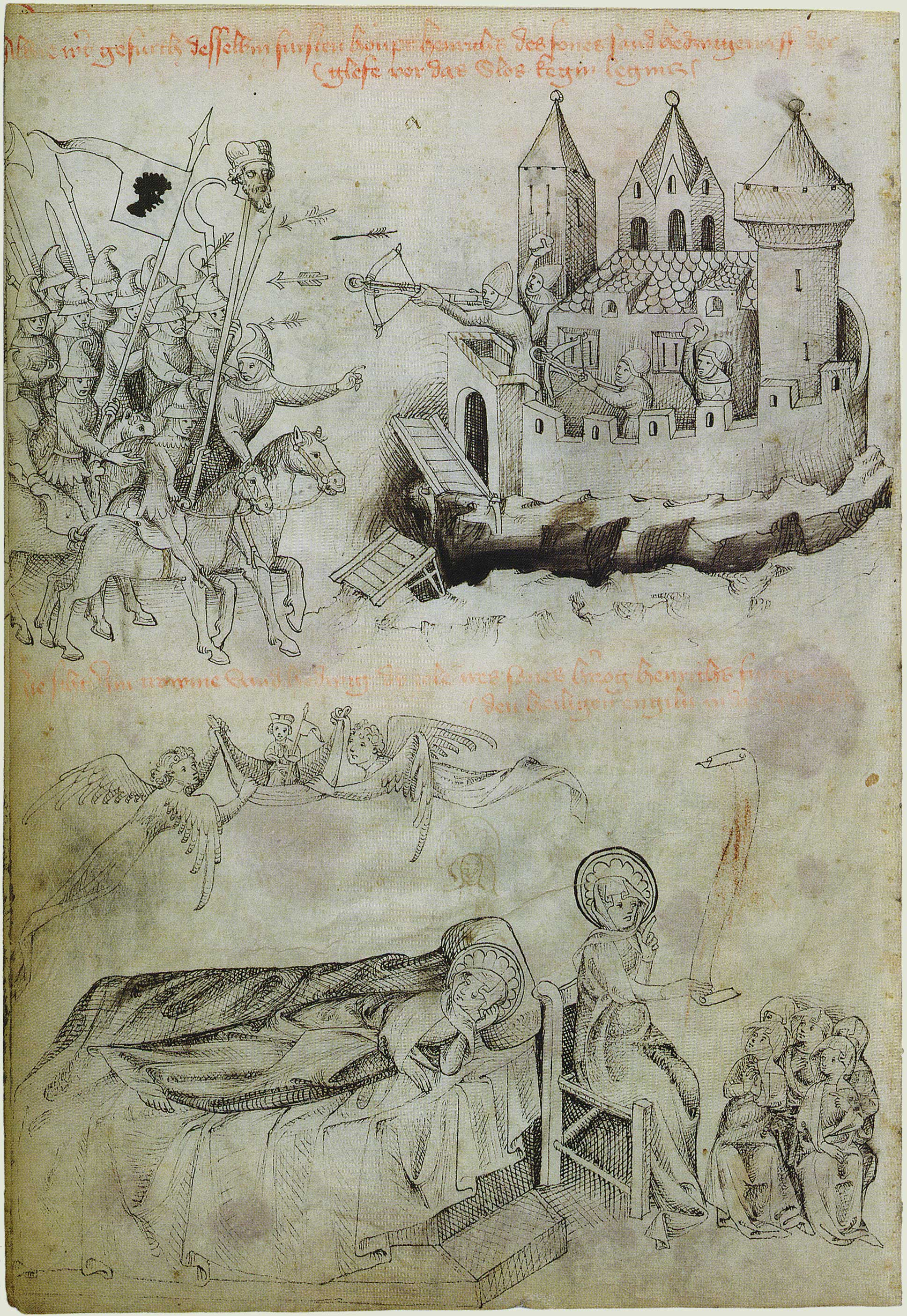
De Mongolen paraderen met het hoofd van Hendrik II van Polen bij Legnica (uit een 15e-eeuws manuscript)

Ondertussen verzamelde Hendrik II van Polen zijn legers bij Legnica (of Liegnitz) en liet Wrocław onverdedigd achter. De stad werd omsingeld, maar de Mongolen hieven zelf het beleg op toen bekend werd dat er een Boheemse legermacht naderde om Hendrik II bij te staan. Nog voordat de Europese legers hun krachten konden bundelen vielen de Mongolen de Poolse coalitie bij Legnica aan. Op 9 april 1241 vernietigde de Mongoolse horde het christelijke leger onder leiding van Hendrik II van Polen in de Slag bij Liegnitz. Hendrik II, Boleslaus en duizenden anderen werden tijdens deze slag gedood.
Na deze plundertocht vertrokken de Mongolen via het westen en zuiden uit het Pools grondgebied.

## Nasleep
De invasie had een psychologische impact op het koninkrijk Bohemen, dat weigerde om de Hongaren bij te staan uit vrees dat de Mongolen zouden binnenvallen. Het nieuws van het overlijden van Ögedei Khan en twisten tussen de prinsen Batu Khan, Güyük Khan, and Buri zorgden ervoor dat de Mongolen zich uit Polen terugtrokken en dat het koninkrijk niet volledig werd ondergelopen.
De dood van Hendrik II van Polen zorgde voor verdere verdeeldheid in het koninkrijk. Met name het hertogdom Silezië zakte na zijn dood steeds verder weg van de Poolse invloeden en zou uiteindelijk deel uitmaken van de Landen van de Boheemse kroon.
De tweede Mongoolse invasie van Polen zou de eerste in hevigheid overtreffen.